# Ischnomesus hessleri
Ischnomesus hessleri là một loài chân đều trong họ Ischnomesidae. Loài này được Kussakin miêu tả khoa học năm 1988.